# I Fall to Pieces
«I Fall to Pieces» («Я распадаюсь на куски») — песня, ставшая популярной в исполнении Пэтси Клайн. Её сингл с ней вышел в 1961 году на лейбле Decca Records. Ближе к концу того же года песня была включена в долгоиграющий альбом Пэтси Клайн Patsy Cline Showcase.
Песня «I Fall to Pieces» стала для Пэтси Клайн её первым кантри-хитом номер 1 в США (в чарте Billboard Hot C&W Sides) и вторым поп-хитом (второй песней, попавшей во всежанровый чарт Billboard Hot 100).

## История
Хэнк Кокран и Харлан Ховард встретились в Калифорнии и стали вместе писать песни. Однажды Какран размышлял над идеями для новых песен и придумал название «I Fall to Pieces» («Я распадаюсь на куски»). На следующий день он пошёл к Ховарду, где они эту песню закончили.
Потом жена Ховарда — Джен Ховард — на Pamper Music в Гудлеттсвилле (Теннесси) записала демонстрационную версию, и Ховард подкинул демозапись продюсеру с Decca Records Оуэну Брэдли, который стал искать для песни подходящего исполнителя. От песни отказывались несколько раз, причём первой была Бренда Ли, которая посчитала песню «слишком кантри» для своего попсового стиля. Потом Брэдли предложил песню восходящей звезде кантри Рою Драски (англ. Roy Drusky), но он тоже отказался, сказав, что это не мужская песня. В коридоре как раз находилась Пэтси Клайн, которая услышала дискуссию Брэдли с Драски и спросила, можно ли ей её записать. Брэдли согласился.
Песня стала первой из длинной серии хитов, написанных для Клайн (не всегда вместе) Хэнком Кокраном и Харданом Ховардом. На первом месте кантри-чарта песня продержалась две недели, начиная с 7 августа 1961 года.

## Премии и признание
В 2004 году журнал Rolling Stone поместил песню «I Fall to Pieces» в исполнении Пэтси Клайн на 238 место своего списка «500 величайших песен всех времён». В списке 2011 года песня находится на 241 месте.
В 2024 году Rolling Stone поместил песню на 72-е место в своем рейтинге 200 величайших кантри-песен всех времен.

## Чарты
| Чарт (1961)                        | Высшая позиция |
| ---------------------------------- | -------------- |
| США (Billboard Adult Contemporary) | 6              |
| США (Billboard Hot 100)            | 12             |
| США (Billboard Hot Country Songs)  | 1              |